# George Thurber
George Thurber ( * 2 de septiembre de 1821 - 1890 ) fue un botánico amateur, y agrostólogo estadounidense . Fue autodidacta, e idóneo boticario, habiendo ejercido en su ciudad natal Providence (Rhode Island).

## Honores

### Epónimos
Asa Gray lo honró nombrando un género de la familia Malvaceae:
- Thurberia A.Gray 1855 -- Pl. Nov. Thurb. 308. 1854 Mem. Amer. Acad. Arts n.s., 5: 308

- La abreviatura «Thurb.» se emplea para indicar a George Thurber como autoridad en la descripción y clasificación científica de los vegetales.[1]